# Model de Kronig-Penney
L'any 1931, per il·lustrar el comportament dels electrons en un potencial periòdic, R. de L. Kronig i W. G. Penney van considerar un potencial quadrat unidimensional que s'aproximés als potencials que es troben a la pràctica i permetés obtenir una solució exacta de l'equació de Schrödinger. Aquest potencial té un període {\displaystyle a+b} i consisteix en pous quadrats, distribuïts de tal manera que l'energia potencial {\displaystyle V(x)} de l'electró és igual a zero quan {\displaystyle 0<x<a}, i és igual a {\displaystyle V_{0}} quan {\displaystyle -b<x<0}.
La funció d'ona de l'electró satisfà l'equació de Schrödinger per a tot {\displaystyle x\in \mathbb {R} }:{\displaystyle {\frac {\mathrm {d} ^{2}\psi }{\mathrm {d} x^{2}}}+{\frac {2m}{\hbar ^{2}}}\,[E-V(x)]\,\psi =0}és a dir:{\displaystyle {\begin{array}{ll}{\cfrac {\mathrm {d} ^{2}\psi }{\mathrm {d} x^{2}}}+{\cfrac {2mE}{\hbar ^{2}}}\,\psi =0&{\text{per a }}0<x<a\\{\cfrac {\mathrm {d} ^{2}\psi }{\mathrm {d} x^{2}}}+{\cfrac {2m(E-V_{0})}{\hbar ^{2}}}\,\psi =0&{\text{per a }}-b<x<0\end{array}}}

Segons el teorema de Bloch, la funció d'ona d'un electró en un potencial unidimensional de període {\displaystyle a+b} es pot expressar com una funció de Bloch de la forma{\displaystyle \psi (x)=\mathrm {e} ^{\mathrm {i} kx}\,u(x)}on {\displaystyle u(x)=u(x+a+b)}.

Considerem el cas en què {\displaystyle E<V_{0}}. Si definim les constants {\displaystyle \alpha } i {\displaystyle \beta } com {\displaystyle \alpha ^{2}=2mE/\hbar ^{2}} i {\displaystyle \beta ^{2}=2m(V_{0}-E)/\hbar ^{2}} i substituïm la funció de Bloch a l'equació de Schrödinger, s'obtenen les equacions diferencials següents:{\displaystyle {\begin{array}{ll}{\cfrac {\mathrm {d} ^{2}u}{\mathrm {d} x^{2}}}+2\mathrm {i} k\,{\cfrac {\mathrm {d} u}{\mathrm {d} x}}+(\alpha ^{2}-k^{2})\,u=0&{\text{per a }}0<x<a\\{\cfrac {\mathrm {d} ^{2}u}{\mathrm {d} x^{2}}}+2\mathrm {i} k\,{\cfrac {\mathrm {d} u}{\mathrm {d} x}}-(\beta ^{2}+k^{2})\,u=0&{\text{per a }}-b<x<0\end{array}}}

Les solucions generals d'aquestes equacions són:{\displaystyle {\begin{array}{ll}u=A\,\mathrm {e} ^{\mathrm {i} (\alpha -k)x}+B\,\mathrm {e} ^{-\mathrm {i} (\alpha +k)x}&{\text{per a }}0<x<a\\u=C\,\mathrm {e} ^{(\beta -\mathrm {i} k)x}+D\,\mathrm {e} ^{-(\beta +\mathrm {i} k)x}&{\text{per a }}-b<x<0\end{array}}}on {\displaystyle A}, {\displaystyle B}, {\displaystyle C} i {\displaystyle D} són constants arbitràries.
Com que la funció d'ona i la seva derivada han de ser contínues en tot {\displaystyle x\in \mathbb {R} }, aleshores {\displaystyle u} i {\displaystyle u'} també han de ser contínues en tot {\displaystyle x\in \mathbb {R} }. Per tant, tenint en compte la periodicitat de {\displaystyle u}, les condicions de contorn han de ser les següents:{\displaystyle {\begin{array}{cc}\lim \limits _{x\to 0^{+}}u(x)=\lim \limits _{x\to 0^{-}}u(x)&\lim \limits _{x\to 0^{+}}u'(x)=\lim \limits _{x\to 0^{-}}u'(x)\\\lim \limits _{x\to a^{-}}u(x)=\lim \limits _{x\to {-b}^{+}}u(x)&\lim \limits _{x\to a^{-}}u'(x)=\lim \limits _{x\to {-b}^{+}}u'(x)\end{array}}}és a dir:{\displaystyle {\begin{array}{c}A+B=C+D\\\mathrm {i} (\alpha -k)\,A-\mathrm {i} (\alpha +k)\,B=(\beta -\mathrm {i} k)\,C-(\beta +\mathrm {i} k)\,D\\A\,\mathrm {e} ^{\mathrm {i} (\alpha -k)a}+B\,\mathrm {e} ^{-\mathrm {i} (\alpha +k)a}=C\,\mathrm {e} ^{-(\beta -\mathrm {i} k)b}+D\,\mathrm {e} ^{(\beta +\mathrm {i} k)b}\\\mathrm {i} (\alpha -k)\,A\,\mathrm {e} ^{\mathrm {i} (\alpha -k)a}-\mathrm {i} (\alpha +k)\,B\,\mathrm {e} ^{-\mathrm {i} (\alpha +k)a}=(\beta -\mathrm {i} k)\,C\,\mathrm {e} ^{-(\beta -\mathrm {i} k)b}-(\beta +\mathrm {i} k)\,D\,\mathrm {e} ^{(\beta +\mathrm {i} k)b}\end{array}}}
Aquest sistema d'equacions té, com a mínim, una solució determinada si:{\displaystyle {\begin{vmatrix}1&1&-1&-1\\\mathrm {i} (\alpha -k)&-\mathrm {i} (\alpha +k)&-(\beta -\mathrm {i} k)&(\beta +\mathrm {i} k)\\\mathrm {e} ^{\mathrm {i} (\alpha -k)a}&\mathrm {e} ^{-\mathrm {i} (\alpha +k)a}&-\mathrm {e} ^{-(\beta -\mathrm {i} k)b}&-\mathrm {e} ^{(\beta +\mathrm {i} k)b}\\\mathrm {i} (\alpha -k)\,\mathrm {e} ^{\mathrm {i} (\alpha -k)a}&-\mathrm {i} (\alpha +k)\,\mathrm {e} ^{-\mathrm {i} (\alpha +k)a}&-(\beta -\mathrm {i} k)\,\mathrm {e} ^{-(\beta -\mathrm {i} k)b}&(\beta +\mathrm {i} k)\,\mathrm {e} ^{(\beta +\mathrm {i} k)b}\end{vmatrix}}\,=0}
Desenvolupant aquest determinant, s'obté, després d'un càlcul llarg i laboriós:{\displaystyle {\frac {\beta ^{2}-\alpha ^{2}}{2\alpha \beta }}\,\sinh \beta b\,\sin \alpha a+\cosh \beta b\,\cos \alpha a=\cos k(a+b)}
A partir d'aquí, Kronig i Penney consideren el cas en què les barreres de potencial s'aproximen a funcions delta, és a dir, {\displaystyle b\to 0} i {\displaystyle V_{0}\to \infty }. En aquest cas, si es defineix{\displaystyle P=\lim _{\begin{array}{c}b\to 0\\[-5pt]V_{0}\to \infty \end{array}}{\frac {mV_{0}ab}{\hbar ^{2}}}}aleshores l'equació anterior s'escriu com:{\displaystyle {\frac {P}{\alpha a}}\,\sin \alpha a+\cos \alpha a=\cos ka}
Com que {\displaystyle k} és real, el membre de la dreta només pren valors entre {\displaystyle -1} i {\displaystyle 1}. Per tant, per tal que l'equació es satisfaci, el membre de l'esquerra només pot prendre valors entre {\displaystyle -1} i {\displaystyle 1}.